# Zu spät (Lied)
Zu spät ist ein Lied der deutschen Punkrock-Band Die Ärzte. Der von dem Sänger Farin Urlaub geschriebene und von der Band produzierte Song ist die zweite Singleauskopplung ihres Debütalbums Debil und wurde 1985 veröffentlicht. Im Jahr 1988 erfolgte die Wiederveröffentlichung als Live-Version, die auch auf dem Album Nach uns die Sintflut enthalten ist.

## Inhalt
In Zu spät singt Farin Urlaub über eine Person, deren Freundin ihn für einen reicheren Mann verlassen hat. In seiner Enttäuschung und Eifersucht vergleicht der Protagonist die materiellen Dinge, die er ihr bieten konnte, mit dem, was sie nun von ihrem neuen Partner erhält. Aus Frust denkt er daran, den neuen Freund zu verprügeln, muss jedoch feststellen, dass dieser ihm durch seine Karate-Künste körperlich überlegen ist. Im Refrain nimmt sich der Protagonist vor, selbst reich und berühmt zu werden. Wenn sie ihn dann aufgrund seines Erfolgs zurückhaben wolle, sei es „zu spät“.

„Doch eines Tages werd’ ich mich rächen

Ich werd’ die Herzen aller Mädchen brechen

Dann bin ich ein Star, der in der Zeitung steht

Und dann tut es Dir leid, doch dann ist es zu spät“

Bei späteren Liveauftritten wurde der Textinhalt vielfach abgeändert, darunter auch der entgegengesetzte Fall, dass ein Mann von seiner Freundin für einen ärmeren verlassen wird. Diese Version wurde auf dem Album Satanische Pferde veröffentlicht. Die Liveversion von Nach uns die Sintflut enthält am Schluss englische Textzeilen des Refrains („sneak around the corner, with a blueprint of my lover, with a blueprint of my life“) des Liedes Blueprint (1987) der Rainbirds.

## Single

### Covergestaltung
Das Cover der Singleversion von 1985 zeigt die drei damaligen Die-Ärzte-Mitglieder Farin Urlaub, Bela B und Sahnie, die den Betrachter anblicken. Rechts im Bild befindet sich, von unten nach oben geschrieben, der rote Schriftzug Die+Ärzte, während der Titel Zu Spät, ebenfalls in Rot, rechts oben steht. Das Cover der Maxiversion zeigt dasselbe Fotomotiv, jedoch befinden sich die Schriftzüge hier beide im oberen Teil des Bildes. Die Liveversion von 1988 zieren drei Fotos von Auftritten der Bandmitglieder Farin Urlaub und Bela B, die jeweils auf der Bühne knien. Links im Bild befindet sich der Titel Zu Spät… in Weiß, während der weiße Schriftzug Die Ärzte Live rechts oben steht.

### Titellisten
Single (1985)
1. Zu spät – 3:20
2. Mädchen – 2:55

Maxi (1985)
1. Zu spät – 7:05
2. Ärzte-Theme (Instrumental) – 2:00
3. Mädchen – 2:55

Live (1988)
1. Zu spät (Hit Summer Mix ’88) – 6:27
2. Zu spät (Single-Version ’85) – 3:20
3. Zu spät (Maxi-Version ’85) – 6:43
4. Sie tun es – 3:08

### Chartplatzierungen
Während die ursprüngliche Single 1985 die Charts verpasste, stieg Zu spät nach Wiederveröffentlichung als Live-Singleversion am 6. Februar 1989 auf Platz 31 in die deutschen Singlecharts ein und erreichte drei Wochen später mit Rang 25 die beste Platzierung. Insgesamt hielt sich das Lied zehn Wochen in den Top 100 und war fünf Wochen lang das erfolgreichste deutschsprachige Lied. In Österreich und der Schweiz konnte es sich dagegen nicht in den Charts platzieren.
| ChartsChartplatzierungen | Höchstplatzierung | Wochen |
| ------------------------ | ----------------- | ------ |
| Deutschland (GfK)        | 25 (10 Wo.)       | 10     |